# Salomon Idler
Salomon Idler, auch Jüdler (* 11. Februar 1610 in Cannstatt; † 17. März 1670 in Augsburg), war ein deutscher Schuster und gescheiterter Augsburger Flugpionier.

## Leben
Bei seinem einzigen Flugversuch mit zwei selbstgebauten Flügeln an beiden Armen verlor er die Kontrolle über sein Fluggerät und stürzte auf eine Brücke, die durch die Wucht des Aufpralls zusammenbrach. Vier Hühner, die sich zu diesem Zeitpunkt unter der Brücke aufhielten, starben. Nach seinem erfolglosen Flugversuch verbrannte er seine Flugapparatur auf einem Feld in der Nähe von Augsburg-Oberhausen. Ursprünglich plante Idler, vom 70 Meter hohen Perlachturm herunterzufliegen. Ein Geistlicher konnte ihn doch schließlich überreden, von einer niedrigeren Höhe zu beginnen. Der missglückte Flugversuch brachte ihm schon zu Lebzeiten den Namen „der fliegende Schuster“ ein.
Salomon Idler betätigte sich auch als Poet, Gaukler und Schauspieler, er dressierte Pferde und gründete 1663 eine Schauspielertruppe und verfasste Theaterstücke. Die Meistersinger strengten gegen Idler einen Prozess an und gewannen diesen. Daraufhin arbeitete er wieder als Schuhmacher.
Bei seiner zweiten Heirat war Elias Holl Hochzeitsbürge.

## Ehrungen
Die Salomon-Idler-Straße  in der Nähe der Universität Augsburg ist nach ihm benannt. 2019 wurde in Bad Cannstatt im Neckarpark eine Straße nach Salomon Idler benannt.